# میمی کندی
مری کلایر میمی کندی (انگلیسی: Mary Claire Mimi Kennedy؛ زادهٔ ۲۵ سپتامبر ۱۹۴۸) بازیگر، نویسنده و فعال اهل ایالات متحده آمریکا است که بیشتر برای بازی در مجموعه‌های تلویزیونی کمدی شناخته می‌شود. او با بازی در مجموعه‌های دارما و گرگ (۲۰۰۲–۱۹۹۷) و مام (۲۰۲۱–۲۰۱۳) به شهرت دست یافت که برای نقش‌آفرینی‌اش در مجموعه مام نامزد جایزه گزینش منتقدان تلویزیون بهترین بازیگر نقش مکمل زن شد. کندی در فیلم‌های سینمایی ارین براکویچ (۲۰۰۰)، در چرخه (۲۰۰۹)، موعد مقرر (۲۰۱۰)، نیمه‌شب در پاریس (۲۰۱۱) و پنج سال نامزدی (۲۰۱۲) حضور داشته‌است.

## گزیده آثار
- منطقه نیمه‌روشن (۱۹۸۶، مجموعه تلویزیونی)
- دارما و گرگ (۲۰۰۲–۱۹۹۷، مجموعه تلویزیونی)
- خانواده فوری (۱۹۸۹)
- ولوم را بالا ببرید (۱۹۹۰)
- ارین براکویچ (۲۰۰۰)
- پرونده سرد (۲۰۰۵، مجموعه تلویزیونی)
- آناتومی گری (۲۰۰۵، مجموعه تلویزیونی)
- هاوس (۲۰۰۶، مجموعه تلویزیونی)
- متوسط (۲۰۰۷، مجموعه تلویزیونی)
- بخش فوریت‌های پزشکی (۲۰۰۷،مجموعه تلویزیونی)
- یک زن تنها (۲۰۰۸)
- در چرخه (۲۰۰۹)
- موعد مقرر (۲۰۱۰)
- ذهن‌های جنایتکار (۲۰۱۱، مجموعه تلویزیونی)
- نیمه‌شب در پاریس (۲۰۱۱)
- پنج سال نامزدی (۲۰۱۲)
- معاون رئیس‌جمهور (۲۰۱۴–۲۰۱۳، مجموعه تلویزیونی)
- مام (۲۰۲۱–۲۰۱۳، مجموعه تلویزیونی)